# Ratne
Ratne (în ucraineană Ратне) este așezarea de tip urban de reședință a raionului Ratne din regiunea Volînia, Ucraina. În afara localității principale, nu cuprinde și alte sate.

## Demografie
Componența lingvistică a așezării de tip urban Ratne
     Ucraineană (98,3%)
     Rusă (1,33%)
     Alte limbi (0,3%)
Conform recensământului din 2001, majoritatea populației așezării de tip urban Ratne era vorbitoare de ucraineană (98,3%), existând în minoritate și vorbitori de rusă (1,33%).